# Canard de Forest
Le canard de Forest est une race de canard domestique originaire de Belgique. Il a la particularité d'avoir le bec de couleur gris ardoise.

## Histoire
Cette race a été sélectionnée par M. Herman Bertrand, habitant de Forest-lez-Bruxelles, au début du XXe siècle à partir du  canard de Termonde. Son but était de fixer un canard au plumage bleu et au liséré foncé. Il obtient son standard officiel en 2001.

## Description
Le canard de Forest est un canard rustique de corpulence solide, sans être trop lourd, et au port légèrement relevé. Son bec long et presque droit est toujours bleuâtre (les taches noires sont tolérées), ses yeux brun foncé presque noirs. Son cou de longueur moyenne est pratiquement droit, sa poitrine large et profonde est sans quille. Les tarses, qui peuvent être emplumés, sont de couleur foncée. Son baguage est de 16 mm pour les deux sexes. Les œufs de la cane sont blancs et pèsent 65 à 70 grammes en moyenne. Elle pond environ 80 œufs par an.
Canard et cane peuvent atteindre 3 kg. Aujourd'hui son plumage existe en plusieurs coloris : bleu liseré (modèle d'origine le plus prisé), bleu, noir, gris perle, gris perle liseré, blanc, brun.